# Bimbisula melanodactylos
Bimbisula melanodactylos — викопний вид сулоподібних птахів родини сулових (Sulidae), що існував в пліоцені в Північній Америці.

## Скам'янілості
Типовий зразок знайдений у 1980 році в окрузі Чарлстон у штаті Південна Кароліна. Він складається з фрагментів черепа, плечового пояса, верхню частину лівого крила, правого крила, хребців і більшої частини правої ноги. Голотип зберігається в Музеї Чарлстона. Інший зразок (череп) виявлений у 1990 році у Музеї наук Міннесоти.